# Палац Ліхтенштейн

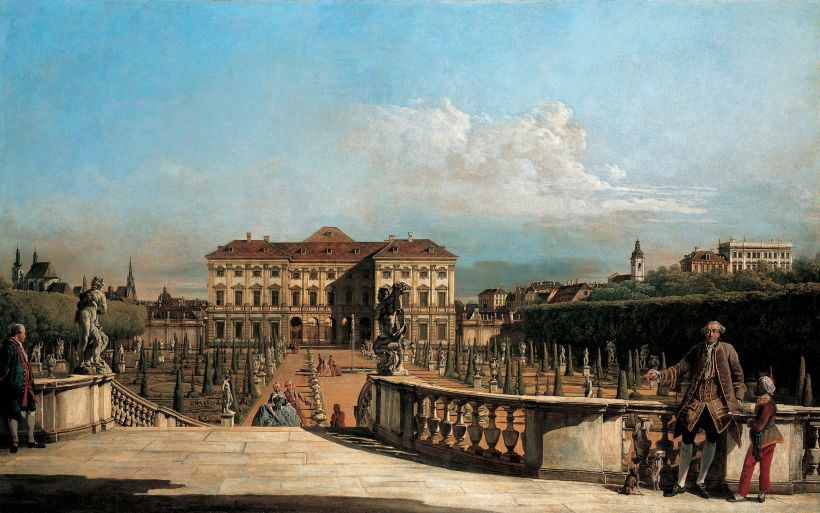
Палац Ліхтенштейн. Худ. Каналетто. 1760

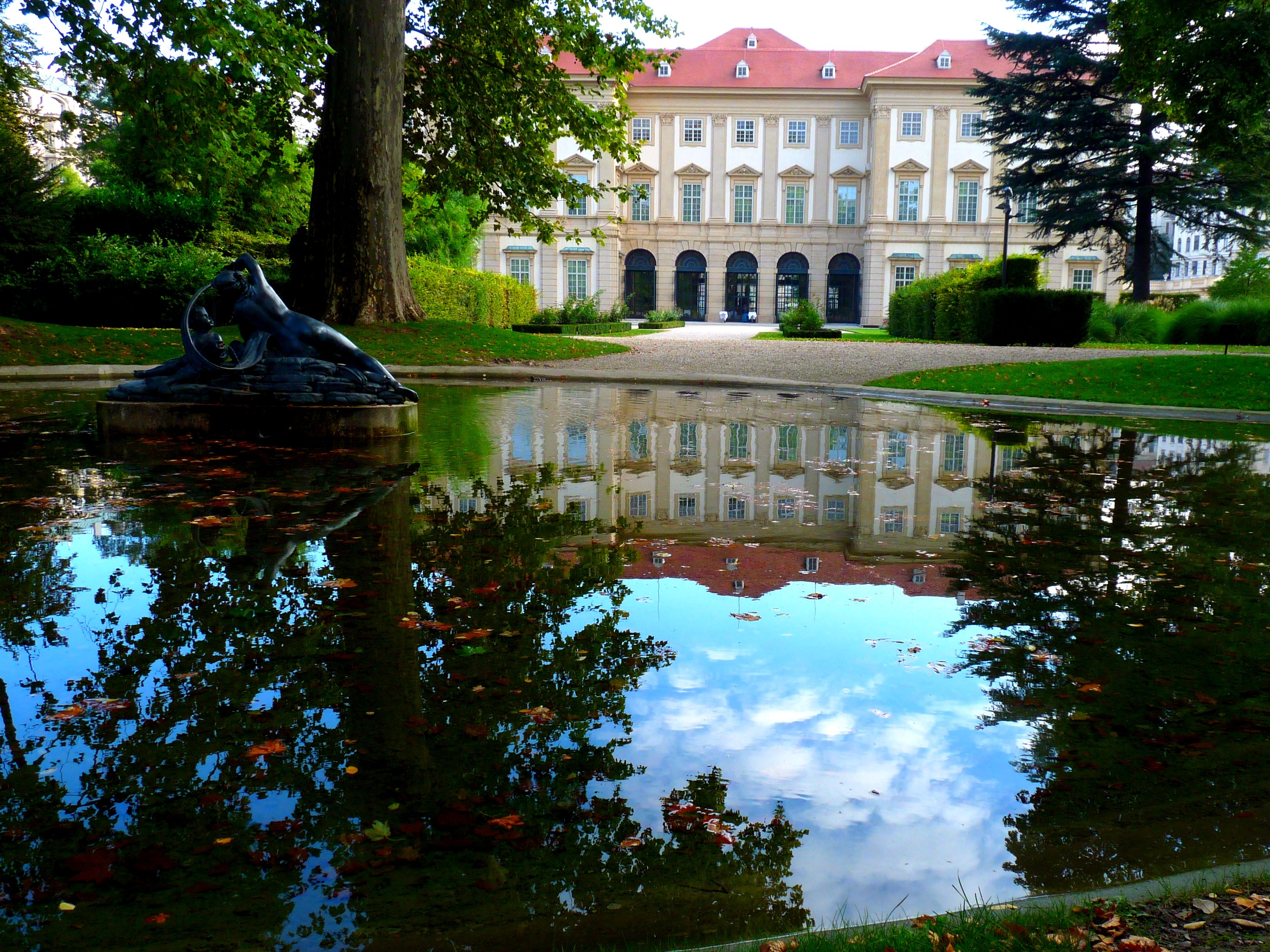
Палацовий сад

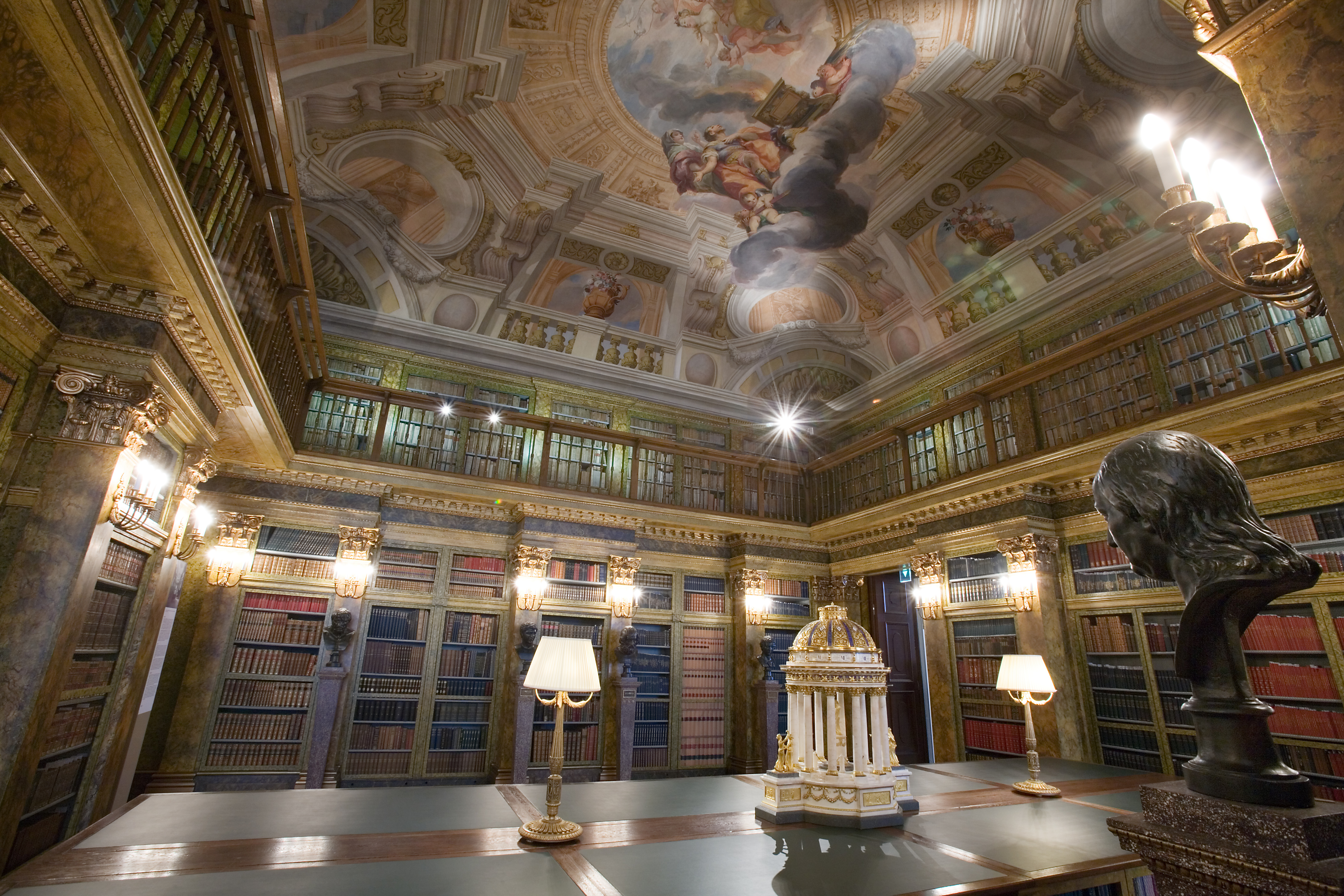
Бібліотека

Палац Ліхтенштейн — заміський бароковий палац династії Ліхтенштейнів, один з двох віденських палаців родини (інший — міський палац). Розміщений у 9 віденському районі Альзерґрунд. Поміж палацом і літнім палацом Бельведер розбитий парк, який з початку 2012 відкритий для відвідування. Частина приватного зібрання князів Ліхтенштейнів розміщені у картинній галереї палацу.

## Історія
Князь Ганс Адам I фон Ліхтенштейн купив у графа Ауерсперга 1687 сад на передмісті Відня Россау. У південній частині ділянки він вирішив закласти палац, у північній броварню, селище Ліхтеншталь. Він оголосив 1688 конкурс на проєкт палацу. У ньому брали участь Йоган Фішер фон Ерлах, Доменіко Россі, Доменіко Мартінеллі, чий проєкт 1692 затвердив князь. Будівництво вартістю понад 50.000 гульденів 1700 завершили. Оздобленням у 1710-х роках серед інших займався художник з Італії Андреа Поццо. Бароковий сад переробили 1820 у класицистичному стилі.
У палаці впродовж 1805—1938 років розміщувалась сімейна колекція династії Ліхтенштейнів, що була відкрита для відвідування. На час війни колекцію перевезли до нейтрального Ліхтенштейну. Впродовж 1960-х і 1970-х років палац Ліхтенштейнів здавався в оренду для мистецьких виставок. З 26 квітня 1979 тут розміщувались збірки музею «20er Haus», який переїхав 2001 до нової будівлі.
З 29 березня 2004 по кінець 2011 тут розміщувалась експозиція Музею Ліхтенштейнів з 1600 картин, скульптур, що відтворює 5 віків історії мистецтв. Її відвідувало за рік до 300.000 екскурсантів. Це одна з найбільших приватних збірок, чия основна частина зберігається у замку Вадуц і належить фонду князів Ліхтенштейну (нім. Stiftung Fürst Liechtenstein).
Колекція є одним з найбільших і найбільш цінних приватних колекцій творів мистецтва в світі, чия основна база в Вадуці (Ліхтенштейн) є. Як палацу, так само є колекція належить принца Ліхтенштейну фонду.
15 листопада 2011 було оголошено, що з січня 2012 припиняється відвідування палацу Ліхтенштейн, його регулярна робота як музею, а назва Музей Ліхтенштейнів більше не використовуватиметься. Експозиція буде доступною для груп з 2013 лише в «Ніч музеїв». У будівлі розміщуватиметься дирекція Energy Exchange Austria